# ラフィ・ロペス
ラフィ・ロペスことラファエル・マニュエル・ロペス（Rafael Manuel Lopez, 1987年10月2日 - ）は、アメリカ合衆国ペンシルベニア州フィラデルフィア郡フィラデルフィア出身のプロ野球選手（捕手）。右投左打。MLBのアトランタ・ブレーブス傘下所属。

## 経歴

### プロ入りとカブス時代
2011年のMLBドラフト16巡目（全体489位）でシカゴ・カブスから指名され、6月19日に契約。この年は傘下のルーキー級アリゾナリーグ・カブスで3試合に出場後、A-級ボイシ・ホークスへ昇格。A-級ボイシでは54試合に出場して打率.316、6本塁打、37打点、1盗塁を記録した。8月30日にはプロ1年目ながらノースウェストリーグのポストシーズン・オールスターチームに捕手として選出された。
2012年はまずA級ピオリア・チーフスでプレーし、31試合に出場して打率.265、12打点、1盗塁を記録した。7月からルーキー級アリゾナリーグでプレーし、4試合に出場後、A+級デイトナ・カブスへ昇格。A+級デイトナでは35試合に出場して打率.269、2本塁打、12打点、1盗塁を記録した。
2013年はAA級テネシー・スモーキーズでプレーし、95試合に出場して打率.247、8本塁打、43打点を記録した。7月にはサザンリーグのオールスターゲームに選出された。
2014年はAA級テネシーで開幕を迎え、45試合に出場。打率.297、4本塁打、24打点、1盗塁の成績を残し、2年連続でサザンリーグのオールスターゲームに選出された。6月にAAA級アイオワ・カブスへ昇格。AAA級アイオワでは61試合に出場して打率.285、1本塁打、27打点を記録した。9月2日にカブスとメジャー契約を結び、同日のミルウォーキー・ブルワーズ戦でメジャーデビュー。8回裏に代打として出場し、一塁ゴロに終わった。この年メジャーでは7試合に出場して打率.182・1打点だった。
2015年6月27日にDFAとなった。

### エンゼルス傘下時代
2015年7月3日にマニュエル・ロンドンとのトレードで、ロサンゼルス・エンゼルス・オブ・アナハイムへ移籍した。結局、この年はメジャーで試合に出場しなかった。マイナーでは、カブス時代と合算すると67試合に出場して打率.266、1本塁打、24打点、3盗塁という打撃成績と守備率.984、盗塁阻止率15%という守備成績を残した。オフの12月23日に自由契約となった。

### 独立リーグ時代
2016年1月4日にデトロイト・タイガースとマイナー契約を結んだが、開幕前の4月2日に自由契約となった。
その後、4月19日に独立リーグであるアトランティックリーグのブリッジポート・ブルーフィッシュと契約。7試合に出場して打率.250、2打点を記録した。

### レッズ時代
2016年5月3日にシンシナティ・レッズとマイナー契約を結び、傘下のAAA級ルイビル・バッツへ配属された。8月27日にメジャー契約を結んでアクティブ・ロースター入りした。10月10日に40人枠から外れる形でAAA級ルイビルへ配属された後、11月7日にFAとなった。

### ブルージェイズ時代
2017年2月16日にトロント・ブルージェイズとマイナー契約を結んだ。開幕から傘下のAA級ニューハンプシャー・フィッシャーキャッツとAAA級バッファロー・バイソンズでプレーし、8月4日にメジャー契約を結んでアクティブ・ロースター入りした。この年メジャーでは24試合に出場して打率.222、4本塁打、12打点を記録した。オフの11月6日に40人枠を外れる形でAAA級バッファローへ配属された後、7日にFAとなった。

### パドレス時代
2017年11月30日にサンディエゴ・パドレスとマイナー契約を結び、2018年のスプリングトレーニングに招待選手として参加することになった。
2018年3月28日にメジャー契約を結んで開幕25人枠入りした。この年メジャーでは37試合に出場して打率.176、3本塁打、13打点、1盗塁を記録した。

### ブレーブス傘下時代
2018年11月1日に金銭トレードで、アトランタ・ブレーブスへ移籍した。
2019年3月28日にDFAとなり、4月1日にマイナー契約で傘下のAAA級グウィネット・ストライパーズへ配属された。

## 詳細情報

### 年度別打撃成績
| 年 度    | 球 団    | 試 合 | 打 席 | 打 数 | 得 点 | 安 打 | 二 塁 打 | 三 塁 打 | 本 塁 打 | 塁 打 | 打 点 | 盗 塁 | 盗 塁 死 | 犠 打 | 犠 飛 | 四 球 | 敬 遠 | 死 球 | 三 振 | 併 殺 打 | 打 率 | 出 塁 率 | 長 打 率 | O P S |
| -------- | -------- | ----- | ----- | ----- | ----- | ----- | -------- | -------- | -------- | ----- | ----- | ----- | -------- | ----- | ----- | ----- | ----- | ----- | ----- | -------- | ----- | -------- | -------- | ----- |
| 2014     | CHC      | 7     | 14    | 11    | 0     | 2     | 0        | 0        | 0        | 2     | 1     | 0     | 0        | 0     | 1     | 2     | 0     | 0     | 4     | 0        | .182  | .286     | .182     | .468  |
| 2016     | CIN      | 8     | 7     | 7     | 0     | 0     | 0        | 0        | 0        | 0     | 0     | 0     | 0        | 0     | 0     | 0     | 0     | 0     | 3     | 0        | .000  | .000     | .000     | .000  |
| 2017     | TOR      | 24    | 63    | 54    | 9     | 12    | 1        | 0        | 4        | 25    | 12    | 0     | 0        | 0     | 1     | 7     | 0     | 0     | 21    | 1        | .222  | .306     | .463     | .769  |
| 2018     | SD       | 37    | 112   | 102   | 11    | 18    | 2        | 0        | 3        | 29    | 13    | 1     | 0        | 0     | 2     | 13    | 3     | 0     | 43    | 1        | .176  | .265     | .284     | .549  |
| MLB：4年 | MLB：4年 | 76    | 201   | 174   | 20    | 32    | 3        | 0        | 7        | 56    | 26    | 1     | 0        | 0     | 4     | 22    | 3     | 0     | 71    | 2        | .184  | .270     | .322     | .592  |

- 2018年度シーズン終了時

### 年度別守備成績
| 年 度 | 球 団 | 捕手（C) | 捕手（C) | 捕手（C) | 捕手（C) | 捕手（C) | 捕手（C) | 捕手（C) | 捕手（C) | 捕手（C) | 捕手（C) | 捕手（C) | 一塁（1B） | 一塁（1B） | 一塁（1B） | 一塁（1B） | 一塁（1B） | 一塁（1B） | 三塁（3B) | 三塁（3B) | 三塁（3B) | 三塁（3B) | 三塁（3B) | 三塁（3B) |
| 年 度 | 球 団 | 試 合    | 刺 殺    | 補 殺    | 失 策    | 併 殺    | 守 備 率 | 捕 逸    | 企 図 数 | 許 盗 塁 | 盗 塁 刺 | 阻 止 率 | 試 合      | 刺 殺      | 補 殺      | 失 策      | 併 殺      | 守 備 率   | 試 合     | 刺 殺     | 補 殺     | 失 策     | 併 殺     | 守 備 率  |
| ----- | ----- | -------- | -------- | -------- | -------- | -------- | -------- | -------- | -------- | -------- | -------- | -------- | ---------- | ---------- | ---------- | ---------- | ---------- | ---------- | --------- | --------- | --------- | --------- | --------- | --------- |
| 2014  | CHC   | 4        | 23       | 1        | 0        | 0        | 1.000    | 0        | 3        | 2        | 1        | .333     | -          | -          | -          | -          | -          | -          | -         | -         | -         | -         | -         | -         |
| 2016  | CIN   | 4        | 8        | 1        | 0        | 0        | 1.000    | 0        | 1        | 1        | 0        | .000     | 1          | 1          | 0          | 0          | 0          | 1.000      | -         | -         | -         | -         | -         | -         |
| 2017  | TOR   | 24       | 138      | 5        | 3        | 1        | .979     | 0        | 17       | 16       | 1        | .059     | -          | -          | -          | -          | -          | -          | 1         | 0         | 0         | 0         | 0         | ----      |
| 2018  | SD    | 30       | 254      | 20       | 1        | 2        | .996     | 1        | 13       | 10       | 3        | .230     | 1          | 1          | 0          | 0          | 1          | 1.000      | 1         | 0         | 0         | 0         | 0         | ----      |
| MLB   | MLB   | 62       | 423      | 27       | 4        | 3        | .991     | 1        | 34       | 29       | 5        | .147     | 2          | 2          | 0          | 0          | 1          | 1.000      | 2         | 0         | 0         | 0         | 0         | ----      |

- 2018年度シーズン終了時

### 背番号
- 51（2014年）
- 61（2016年）
- 1（2017年）
- 0（2018年）